# Lepidophyma sylvaticum
Lepidophyma sylvaticum là một loài thằn lằn trong họ Xantusiidae. Loài này được Taylor mô tả khoa học đầu tiên năm 1939.